# Beaudesert
Beaudesert – wieś w Anglii, w hrabstwie Warwickshire, w dystrykcie Stratford-on-Avon. Leży 14 km na zachód od miasta Warwick i 144 km na północny zachód od Londynu.